# Raphaël Feuillâtre
Raphaël Feuillâtre (* 1996 in Dschibuti) ist ein französischer klassischer Gitarrist.

## Biografie
Raphaël Feuillâtre erhielt ab dem Alter von 9 Jahren Gitarrenunterricht bei Hacène Addadi an der Musikschule von Cholet und seit 2012 bei Michel Grizard am Konservatorium von Nantes. 2015 wechselte er an das Pariser Konservatorium, studierte dort bei Roland Dyens und Tristan Manoukian und schloss 2019 den Master in klassischer Gitarre mit Auszeichnung ab. Außerdem arbeitete er mit Judicaël Perroy, der bedeutsame Impulse für seine künstlerische Entwicklung gab. Preise, die er während seiner Studienzeit gewann, ermöglichten ihm CD-Einspielungen und Auftritte bei Festivals sowie eine Tournee in den USA und Kanada. 2022 nahm ihn die Deutsche Grammophon exklusiv unter Vertrag und produzierte sein im Folgejahr erschienenes Soloalbum Visages Baroques.

## Preise und Auszeichnungen
- 2014: Wettbewerb beim Festival Internacional de Guitarra Clásica «Ciudad de Coria» (Spanien), 2. Preis
- 2015: Wettbewerb beim Festival de guitare de Fontenay-sous-Bois (Frankreich), 1. Preis
- 2016: Wettbewerb beim Festival Internacional de Música da Primavera de Viseu (Portugal), 3. Preis
- 2017: Wettbewerb beim Festival Internacional de Guitarra «José Tomás – Villa Petrer» (Spanien), 1. Preis
- 2017: Guitar Kutná Hora (Tschechien), 3. Preis
- 2018: Guitar Foundation of America: International Concert Artist Competition, 1. Preis (Rose Augustine Grand Prize)[3]

## Diskografie
- Raphaël Feuillâtre – Laureate Series Guitar. Solowerke von Ariel Ramírez, Jean-Philippe Rameau, Enrique Granados, Miguel Llobet Solés, Agustín Barrios Mangoré, Heitor Villa-Lobos, Alexander Scriabin, Sergei Rachmaninoff. Naxos, 2019
- Raphaël Feuillâtre – Visages Baroques. Solowerke von Johann Sebastian Bach, Joseph-Nicolas-Pancrace Royer, Jean-Philippe Rameau, Antoine Forqueray, Jacques Duphly. Deutsche Grammophon, 2023